# Rue Henri-Barbusse (Joinville-le-Pont)
Pour les articles homonymes, voir Rue Henri-Barbusse.
La rue Henri-Barbusse est une voie de communication de la ville de Joinville-le-Pont.

## Situation et accès
Sa desserte est assurée par la gare de Joinville-le-Pont.

## Origine du nom
Le nom de cette rue, donné le 25 août 1948, est un hommage à Henri Barbusse, écrivain français né à Asnières en 1873, et mort à Moscou en 1935.

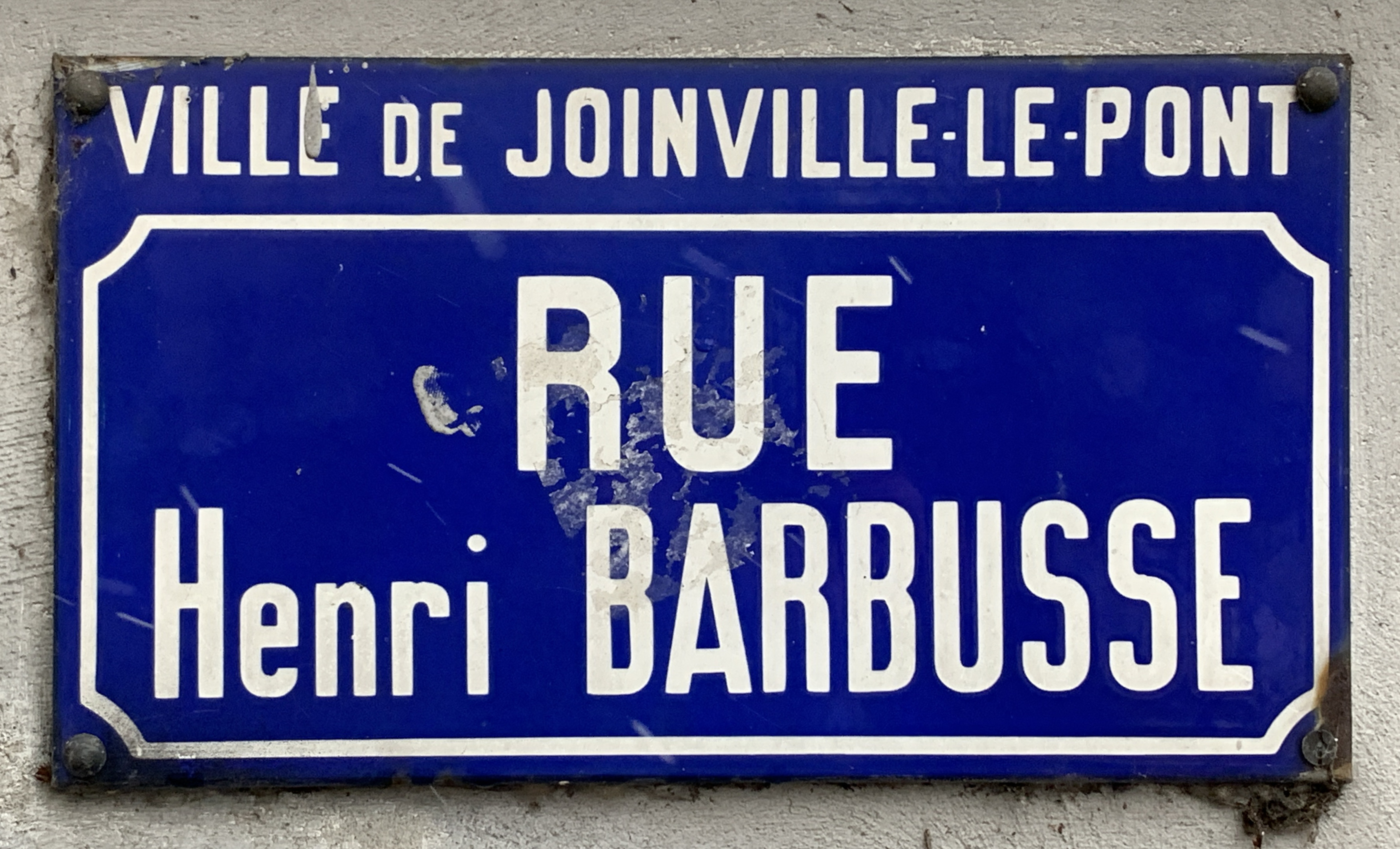
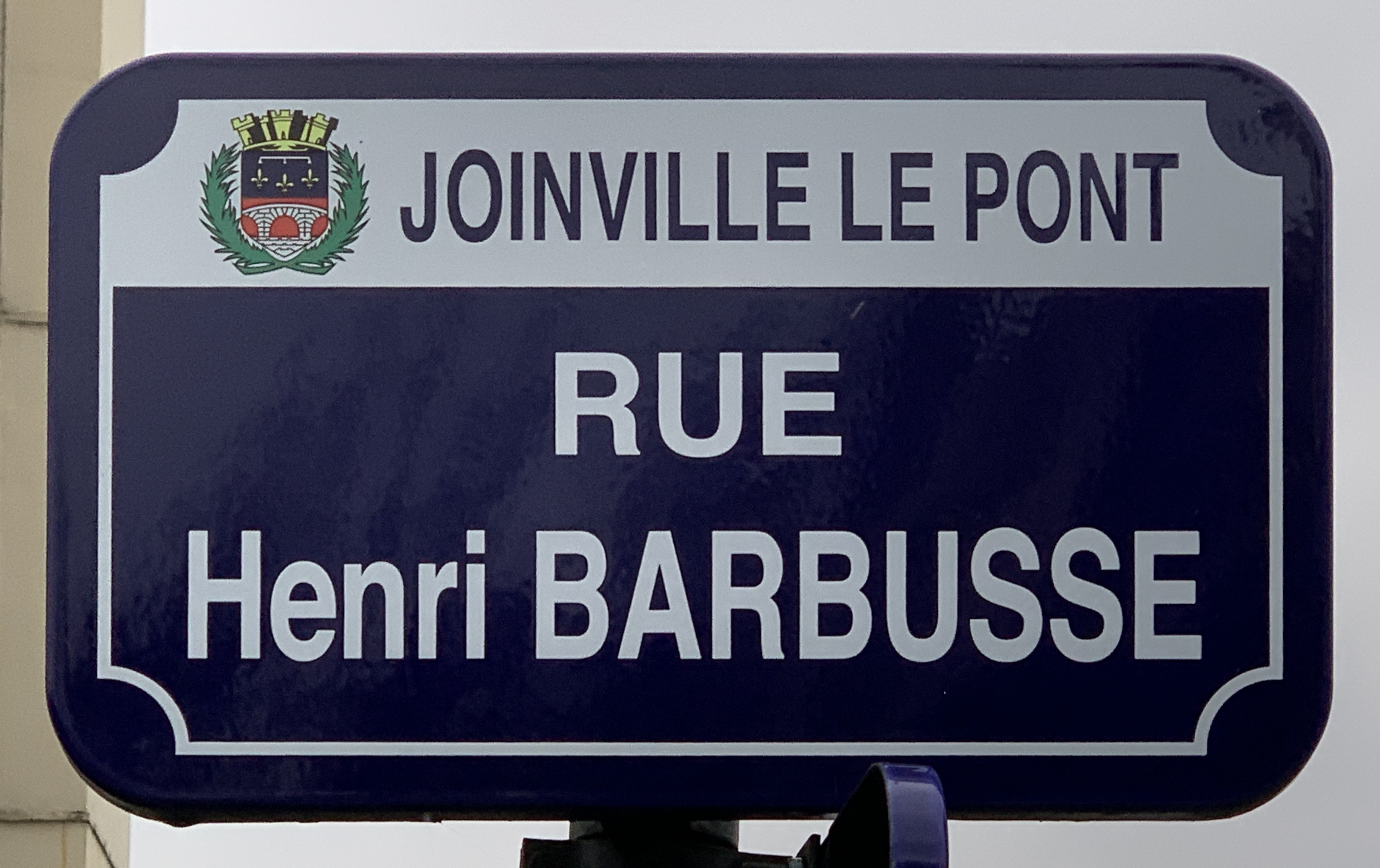

## Historique
Cette rue, située sur l'ancienne route départementale no 23, était appelée rue du Canal, en référence au canal de Saint-Maur.
En 2013, à la suite de travaux de réaménagement, elle passe du statut de voie départementale en voie communale.

## Bâtiments remarquables et lieux de mémoire
- Canal de Saint-Maur.
- Anciennes usines élevatoires de la ville de Paris[6].